# Конюшківська сільська рада
Конюшківська сільська рада — орган місцевого самоврядування у Рогатинському районі Івано-Франківської області з адміністративним центром у с. Конюшки.

## Загальні відомості
Історична дата утворення: в 1939 році. Водоймища на території, підпорядкованій даній раді: річка Гнила Липа.

## Населені пункти
Сільській раді підпорядковані населені пункти:
- с. Конюшки
- с. Березівка

## Склад ради
Рада складається з 20 депутатів та голови. 

### Керівний склад ради
| ПІБ                         | Основні відомості                                                 | Дата обрання | Дата звільнення |
| --------------------------- | ----------------------------------------------------------------- | ------------ | --------------- |
| Пархуць Володимир Дмитрович | Сільський голова, 1969 року народження, освіта, безпартійний      | 26.03.2006   | 31.10.2010      |
| Іванців Іван Іванович       | Сільський голова, 1958 року народження, освіта вища, безпартійний | 31.10.2010   |                 |

Секретар Михайлик Богдан Ярославович обраний 28 вересня 2014 року
Примітка: таблиця складена за даними джерела